# Cupuladria remota
Cupuladria remota är en mossdjursart som beskrevs av Cook och Chimonides 1994. Cupuladria remota ingår i släktet Cupuladria och familjen Cupuladriidae. Inga underarter finns listade i Catalogue of Life.